# Lantastic
LANtastic es un sistema operativo de red punto a punto para DOS, Windows y OS/2. LANtastic soporta tarjetas de red Ethernet, ARCNET, Token Ring y un adaptador propietario (ahora obsoleto) de 2 Mbits/segundo. LANtastic experimentó su mayor período de popularidad poco antes de la llegada de Windows 95, con su sistema propio (y sin costo adicional) de red punto a punto. La última versión del sistema es LANtastic 8.0, que, con algunas restricciones, funciona incluso con Windows XP.
LANtastic fue desarrollada originalmente por Artisoft Inc. de Tucson, Arizona, que en 2000 fue vendida a SpartaCom Technologies. Después de cambiar su nombre para Converging Technologies, la compañía fue comprada posteriormente por la empresa PC Micro, que aún soporta la versión 8.0 en su página web.

## Historia
La idea responsable por el éxito inicial de LANtastic es el concepto de red punto a punto. El concepto fue inventado por IBM, que llegó a lanzar un producto llamado PCNet (que aunque nunca ha hecho gran éxito dio lugar a muchos sucesores), pero LANtastic experimento su mayor auge en un tiempo en que Novell, con sus costosos servidores dedicados era la líder del mercado. Redes punto a punto no necesitan de servidores dedicados - cualquier máquina puede ser a la vez cliente y servidor. Además de este concepto, LANtastic ha utilizado otro recurso desarrollado por IBM, el protocolo NetBIOS, para ejecutar el software de red.
En mayo de 1995, LANtastic (versión 6.0) ganó por quinta vez el premio «Editors' Choice Award for Small-Business Networks» de la PC Magazine, superando a sus competidores directos Windows for Workgroups 3.11 y POWERLan 3.1. Sin embargo, en agosto de ese año, el lanzamiento de Windows 95 y su red Microsoft (MS Network) mejorada, ejecutando el nuevo protocolo NetBEUI, tornó la competencia muy desigual. En fin, la red Microsoft, aunque inferior en recursos a LANtastic, era ofrecida de forma gratuita con Windows 95 - una estrategia que Microsoft ha utilizado muchas veces para obtener el monopolio en un área considerada estratégica para su negocio.

## Características
Su soporte multiplataforma permite a una estación de trabajo cliente acceder a cualquier combinación de sistemas operativos Windows o DOS, y su interconectividad permite el intercambio de archivos, impresoras, CD-ROMs y aplicaciones en el entorno corporativo.

## Sistemas operativos compatibles
- Windows NT 4.0/2000/2003 (Workstation y/o Server)
- Windows XP (con algunas restricciones)
- Windows 95/98
- Windows 3.x
- DOS 5.0 (o superior)

## Requerimientos
Especificaciones mínimas para la instalación de LANtastic, recomendadas por el fabricante:

### Windows NT 4.0/2000
- Procesador 486 a 66 MHz o superior
- Windows NT Service Pack 3 (incluido en el CD de instalación) o superior
- 16 MB de RAM
- 15 MB de espacio libre en disco duro
- Unidad de CD-ROM

### Windows 98/95
- Procesador 486 o superior
- 8 MB de RAM (16 MB recomendado)
- 12 MB de espacio libre en disco duro (mínimo)

### Windows 3.x
- Procesador 386SX o superior
- 4 MB de RAM (Windows 3.1 o 3.11 ejecuta en modo mejorado)
- 10 MB de espacio libre en disco duro (mínimo)

### DOS
- PC XT o superior
- 640 KB de RAM (DOS versión 5.0 o superior)
- 7 MB de espacio libre en disco duro (mínimo)

## Requisitos adicionales
- Soporte al HP JetDirect requiere driver NDIS o ODI
- Soporte SMB requiere driver NDIS o ODI
- Disco duro hard drive 30000 mW